# Charles Chao
Charles Chao (chinesisch 曹國偉 / 曹国伟, Pinyin Cáo Guówěi, * 10. November 1965 in Shanghai), auch Cao Guowei oder Charles Cao, ist ein chinesischer Unternehmer und Chief Executive Officer des chinesischen Internet-Unternehmens Sina Corporation.
Chao schloss im Jahre 1988 sein Journalismus-Studium an der Fudan-Universität in Shanghai ab. Danach arbeitete er für ein Jahr beim Shanghaier Fernsehen. Danach absolvierte er ein Master-Abschluss in Journalismus an der University of Oklahoma. Im Jahre 1991 schrieb er sich in ein MBA-Studium an der University of Texas at Austin ein, das sich auf Buchhaltung konzentrierte. Nach seinem Abschluss arbeitete er für PricewaterhouseCoopers im Silicon Valley, wo er unter anderem Firmen beim Börsengang an die NASDAQ begleitete.
Im Jahre 1999 begann Chao seine Tätigkeit bei Sina, wo er in verschiedenen Positionen wie Chief Financial Officer, oder Joint Chief Operating Officer arbeitete. Nach fünf Jahren Tätigkeit bei der Sina Corporation übernahm er die Verantwortung für das Anzeigengeschäft, das damals vom Wettbewerber Sohu bedroht wurde. Im Jahre 2005 war der Werbeumsatz wieder auf Wachstumskurs und übertraf jenen des Mitbewerbers. Am 10. Mai 2006 übernahm Chao deshalb den Posten des Chief Executive Officers von seinem Vorgänger Wang Yan.